# Bulbophyllum connatum
Bulbophyllum connatum là một loài phong lan thuộc chi Bulbophyllum.